# Мбоньюмутва, Доминик
Доминик Мбоньюмутва (руанда Dominiko Mbonyumutwa, фр. Dominique Mbonyumutwa; январь 1921, Mwendo, Южная провинция или Гитарама — 26 июля 1986, Брюссельский столичный регион) — руандийский политик, временный президент Руанды с 28 января по 26 октября 1961 года.

## Биография
Рано потерял отца, и его семья претерпевала лишения от феодалов-тутси. В 1941 году в Камони в Рукоме начал преподавательскую деятельность, которую оставил в 1947 году, а через год был принят на работу клерком в бельгийскую администрацию в Гитараме. Был одним из лидеров радикальной партии «Пармехуту», выступавшей за приход к власти этнической группировки хуту, составлявшей большинство населения, в то время как власть традиционно принадлежала аристократии из числа тутси, и независимость от Бельгии. В ноябре 1959 года в Гитараме на Мбоньюмутву напала группа роялистов-тутси, обвинивших его в намерении свергнуть недавно вступившего на престол короля Кигели V. Слухи об убийстве Мбоньюмутвы привели к массовым беспорядкам по всей стране, сопровождавшимся нападениями хуту на тутси и приведшими в конечном счёте к ликвидации монархии.
Уже в феврале 1960 года Мбоньюмутва вошёл в созванный по настоянию бельгийских колониальных властей временный совет при короле, а после победы «Пармехуту» на выборах в местные органы власти и бегства Кигели V из страны 26 октября 1960 года «Пармехуту» сформировала правительство во главе с Грегуаром Кайибандой, в котором Мбоньюмутва стал министром обороны. 28 января 1961 года новые власти на съезде партии «Пармехуту» с согласия бельгийской администрации провозгласили республику, а Мбоньюмутва был избран её временным президентом. В октябре того же года прошёл референдум, на котором 80 % населения поддержали отмену монархии, параллельно с парламентскими выборами, победу на которых одержала «Пармехуту». После этого Руанда была провозглашена президентской республикой, а пост главы государства занял Кайибанда. Мбоньюмутва был назначен заместителем председателя апелляционного суда. 1 июля 1962 года Руанда уже под руководством Кайибанды, ставшего тем самым её первым президентом, получила независимость. В 1965 году Мбоньюмутва был избран депутатом Национального собрания, но в 1968 году в результате конфликта с Кайибандой был исключён из «Пармехуту» и ушёл из политической жизни. Свергнувший Кайибанду Жювеналь Хабьяримана назначил в 1978 году Мбоньюмутву на почётный пост канцлера орденов Руанды, который он занимал до самой смерти в ходе лечения в Бельгии.

## После смерти
Вновь внимание к Мбоньюмутве было привлечено в 2010 году, когда власти Гитарамы решили застроить площадь в центре города, на которой был погребён политик, и перезахоронить его, что в действительности было связано с оппозиционными митингами на этой площади.